# Nathaniel Bliss

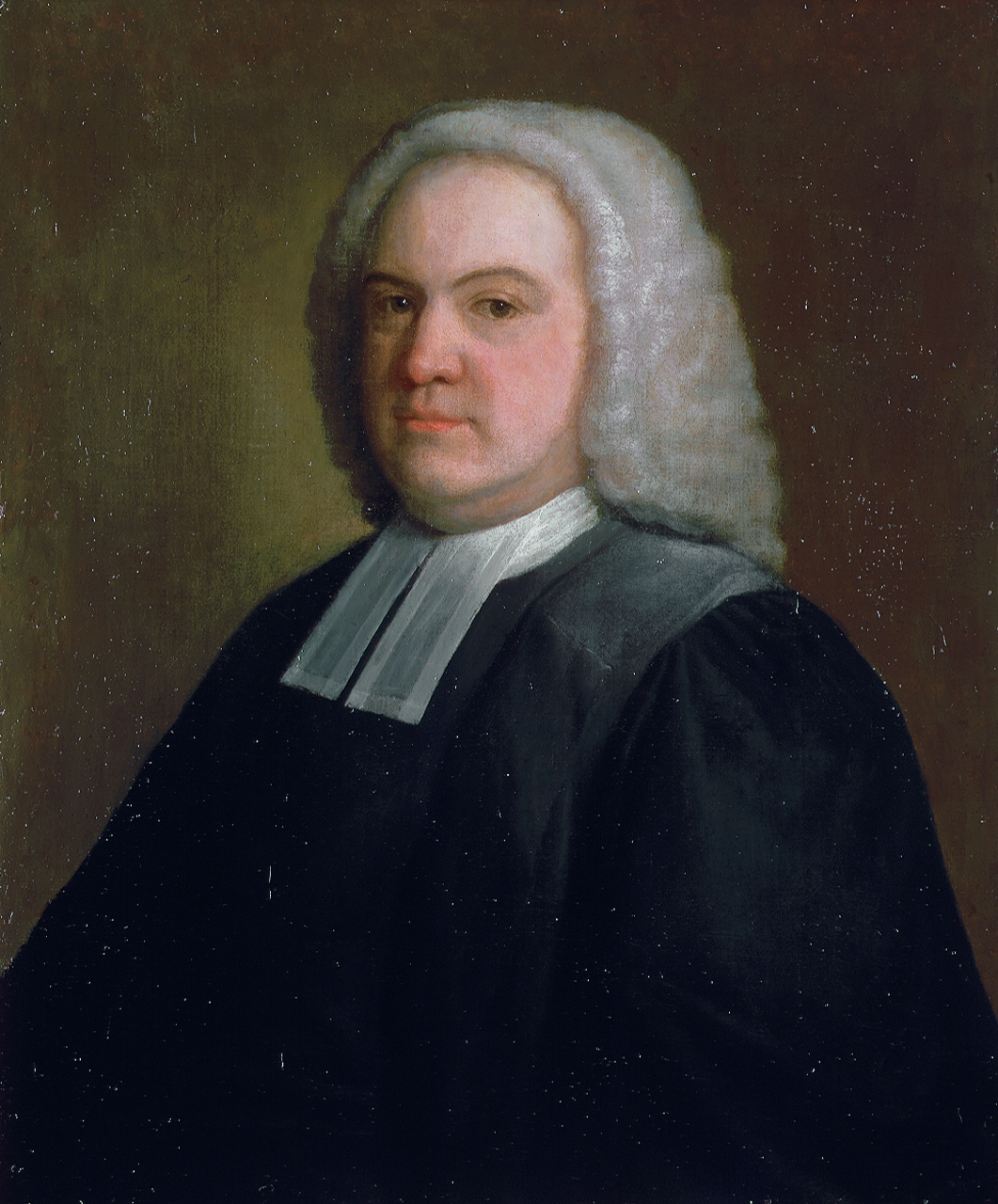
Nathaniel Bliss

Nathaniel Bliss (* 28. November 1700 in Bisley, Gloucestershire; † 2. September 1764 in Oxford) war ein englischer Astronom. Er diente von 1762 bis 1764 als Königlicher Astronom (Astronomer Royal).

## Leben
Er studierte am Pembroke College, Oxford. 1742 wurde er Nachfolger von Edmond Halley als Savilian Professor of Geometry an der Universität Oxford. Im selben Jahr wurde er Mitglied der Royal Society. 1762 wurde er als Nachfolger von James Bradley der vierte Königliche Astronom.
Im Jahr 2000 wurde von der IAU der Mondkrater Bliss nach ihm benannt.